# كأس إسكتلندا 1875–76
كأس اسكتلندا 1875–76 (بالإنجليزية: 1875–76 Scottish Cup)‏ هو الموسم 3 من  كأس اسكتلندا. أقيم خلال الفترة أكتوبر 1875 وحتى 18 مارس 1876، وكان عدد الأندية المشاركة فيه  48، وفاز فيه نادي كوينز بارك.